# Тропизъм
Тропѝзъм (от гр. τρόπος – „завой“) – растежно движение, обикновено при растенията, в отговор на някакъв дразнител. При него настъпва по-интензивен растеж от едната страна на растението или растителния орган при което той се извива по направление на дразнителя. Когато посоката на растежа е към дразнителя, това е положителен тропизъм, а когато е в обратната посока – отрицателен тропизъм. За разлика от таксиса, тропизмът не е свободно движение, а нарастване в определена посока.
Типичен пример е отрицателният геотропизъм на стъблото и положителният геотропизъм на корена, при което те нарастват съответно нагоре и надолу, независимо от положението на семето в почвата.
Няколко вида тропизъм може да са характерни за един и същи орган и едновременно (сумарно) да регулират растежа. Така например, коренът проявява както геотропизъм, така и хидротропизъм. При засушаване хидротропичната реакция на корена се засилва и той нараства към източника на влага.

## Видове тропизъм
Според вида на дразнителя се различават следните видове тропизъм:
| вид тропизъм                  | дразнител        |
| ----------------------------- | ---------------- |
| хемотропизъм                  | химично вещество |
| геотропизъм или гравитропизъм | гравитация       |
| фототропизъм                  | светлина         |
| хидротропизъм                 | вода             |
| термотропизъм                 | температура      |
| електротропизъм               | ел. поле         |
| тигмотропизъм                 | допир            |